# Mikołaj Gruszczyński (zm. 1527)
Mikołaj Gruszczyński herbu Poraj (zm. 15 marca 1527 roku) – kasztelan wieluński w latach 1494-1527, burgrabia kaliski w latach 1503-1504.
Poseł na sejm koronacyjny 1512 roku z województwa sieradzkiego.